# Bernhard Scholz

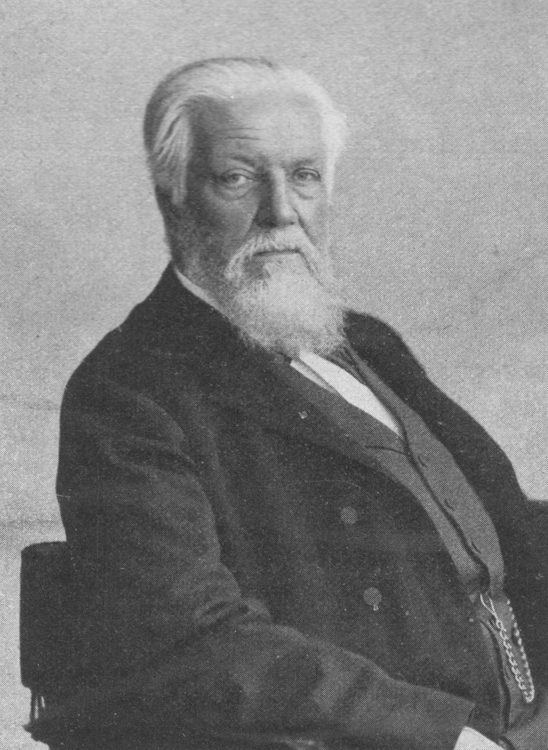
Bernhard Scholz omstreeks 1902

Bernhard Ernst Scholz, (Mainz, 30 maart 1835 – München, 26 december 1916) was een Duits dirigent, pianist, componist en muziekpublicist.

## Loopbaan
Scholz werkte aan de Königliche Bayerische Musikschule in München als docent muziektheorie, en daarna aan de Berliner Musikschule van Theodor Kullak en het Stern'sches Konservatorium in Berlijn. Hij volgde Joachim Raff in 1883 op als directeur van Dr. Hoch's Konservatorium te Frankfurt am Main, waar hij in 1908 afscheid nam. Als dirigent werkte Scholz in Berlijn, Zürich, Neurenberg, Hannover (1859-1865), Florence (1865-1866) en Breslau (1871-1883).

## Opvattingen en componeerstijl
Scholz was een fanatiek pleitbezorger van de muziek van Johannes Brahms. Hij behoorde tot een muzikale kring waartoe ook Joseph Joachim, Clara Schumann en vooral Brahms behoorden. Diens invloed is sterk voelbaar in zijn werk. Samen met Brahms, Julius Otto Grimm en Joachim was Scholz een van de ondertekenaars op 6 mei 1860 van het manifest tegen de Neudeutsche Schule, de (progressieve) groep componisten rond Wagner, Liszt en Peter Cornelius.
In het licht van nieuwigheden en nieuwe horizonten is zijn stijl dan ook erg traditioneel, hij was immers tegen de Nieuwe Duitse school. Scholz' idioom komt voort uit invloeden van Bach, Mozart, Beethoven (middenperiode) en de vroege Brahms. Zo is in zijn pianoconcert, dat Clara Schumann vaak gespeeld heeft, de rol van de pianist veeleisend, maar het is geen show- of demonstratieconcert. Solist en orkest zijn nauw met elkaar verbonden. Ondanks het verschijnen van octaven, dubbele noten en flitsend passagewerk - genoeg om de virtuoze liefhebber uiterlijk tevreden te stellen - is er meer inhoud en diepte dan lichtzinnigheid of holle acrobatiek op de piano. De uitwerkingen zijn eerder zwaar dan luchtig.

## Nalatenschap
Van Scholz’ composities wordt praktisch niets meer uitgevoerd. Zijn pianoconcert is pas in 2018, meer dan honderd jaar na zijn dood, voor het eerst op cd vastgelegd door Simon Gallaghan op Hyperion.
Scholz componeerde verscheidene opera’s, twee symfonieën, een pianoconcert, ouvertures, liederen, kamermuziek en een requiem. Scholz wordt op zijn sterkst beschouwd in zijn kamermuziek.

## Werken (selectie)

### Opera's
- Carlo Rosa (1858)
- Ziethen'sche Husaren (1869)
- Morgiane (1870)
- Golo (1875)
- Der Trompeter von Säkkingen (1877)
- Die vornehmen Wirte (1883)
- Ingo (1898)
- Anno 1757 (1903)
- Mirandolina (1907)

### Orkestwerken
- Symfonie nr. 1 in Bes op. 60
- Symfonie nr. 2 in a op. 80
- Capriccio in a voor piano en orkest op. 35 (1875)
- Pianoconcert in B op. 57 (1883)

### Kamermuziek
- Strijkkwartet nr. 1 in G, op. 46
- Strijkkwintet in a op. 47
- Pianokwartet in f op. 79
- 2 pianotrio's
- 3 vioolsonates
- 5 cellosonates
- Pianomuziek
- Liederen

## Publicaties
- Lehre vom Kontrapunkt und der Nachahmung (1897)
- Wohin treiben wir? (1897)
- Musikalisches und Persönliches (1899)
- Verklungene Weisen (1911)

In 1859 gaf hij het nagelaten studieboek Lehre vom Kontrapunkt, dem Kanon und der Fuga van zijn leermeester Siegfried Dehn uit.
- Bibsys: 90352081
- CiNii: DA13258829
- Gemeinsame Normdatei: 116902930
- International Standard Name Identifier: 0000 0000 8097 6636
- Library of Congress Control Number: nr97000854
- MusicBrainz: 5137d2c2-5668-49e1-a0ed-71ed361ae9b4
- Nationale Bibliotheek van Tsjechië: mzk2013789175
- Nationale Bibliotheek van Israël: 987007292083405171
- Nederlandse Thesaurus van Auteursnamen: 270905138
- Réseau des bibliothèques de Suisse occidentale: 02-A003805362
- Istituto Centrale per il Catalogo Unico: MUSV059766
- SNAC: w6vt2mdf
- Système universitaire de documentation: 112145434
- Virtual International Authority File: 17985662
- WorldCat: E39PBJvXhvYfvfrFHrH3fkQcyd